# La Tigra
La Tigra é uma cidade da Argentina, localizada na província de Chaco.